# Arrow (missile)
Pour les articles homonymes, voir Arrow.

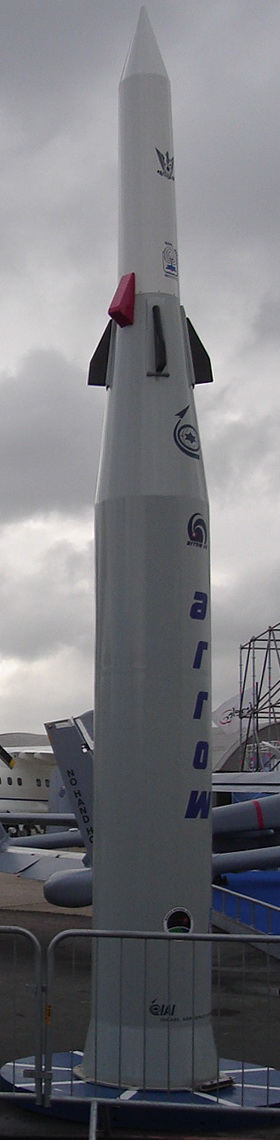
Un missile Arrow 2 lors du salon international de l'aéronautique et de l'espace de Paris-Le Bourget de 2007.

Le Arrow ou Hetz (hébreu : חץ, soit « flèche ») est une famille de missiles antibalistiques mis au point par Israël et financée conjointement par Israël, les États-Unis et une participation de l'Inde en 2003. Il existe différentes versions du missile, lesquelles sont nommées Arrow 1, Arrow 2 et Arrow 3.

## Caractéristiques
Hetz peut aussi désigner l'ensemble de défense antimissile constitué du missile Hetz, du radar tridimensionnel à balayage électronique EL/M-2080 Green Pine (en) de Elta, du centre C4ISR Yellow Citron de Tadiran Telecom et du centre de lancement Brown Hazelnut de Israel Aerospace Industries.
Le missile est lancé à chaud à la verticale depuis son canister.

## Historique
Le premier test d'un Arrow I a lieu le 14 septembre 2000 contre un engin-cible Black Sparrow.
En 2009, Hetz est l'un des systèmes anti-missiles les plus avancés qui soit. C'est le seul système de défense qui a été conçu pour détruire des missiles balistiques circulant au-dessus d'un pays.
Le Arrow 3 est entré en service opérationnel en janvier 2017 après un premier tir d'essai le 10 décembre 2015.
Le 26 juillet 2019, trois tirs de Arrow 3 sont effectués depuis le Pacific Spaceport Complex – Alaska aux États-Unis,.
Le 30 octobre 2023, un tir de Arrow 2, aurait intercepté un missile yéménite tiré par les Houtis, au delà de l'atmosphère terrestre, lors de la guerre à Gaza. Cela en ferait le premier "combat spatial" de l'Histoire,.
Le 13 avril 2024 un missile Arrow 3 détruit dans l'espace extra atmosphérique un missile balistique iranien dans sa phase propulsive avant son apogée.